# Дедугу
Дедугу (фр. Dédougou) — місто і міська комуна в Буркіна-Фасо.

## Загальна інформація
Місто Дедугу розташоване в північно-західній частині Буркіна-Фасо, за 250 км на захід від Уагадугу, на висоті 299 м над рівнем моря. Він є головним містом області Букле-ду-Мухун і провінції Мухун. Утворює окремий департамент. Адміністративно розділений на 7 секторів. Чинний мер — Гнамі Валентин Конате.
Щорічно тут проводиться Фестиваль мистецтв і масок (Festival des masques et des arts). Місто є центром католицької єпархії Дедугу.

## Економіка і транспорт
В околицях Дедугу вирощуються плантації арахісу і бавовнику. Є невеликий аеропорт Дедугу, розташований за 2 км на північний захід від центру міста. Місто з'єднане з Бобо-Діуласо асфальтованою дорогою (національне шосе № 10), яка продовжується далі на північ, до Уахігуя. Національне шосе № 14 з'єднує Дедугу з Кудугу, воно також продовжується далі на захід до кордону з Малі і малійського міста Сан.

## Населення
За даними на 2013 рік чисельність населення міста становила 43 131 чоловік. Чисельність населення міської комуни Дедугу за даними перепису 2006 року становить 86 324 особи.
 Динаміка чисельності населення міста по роках: 
| 1985  | 1996  | 2005  | 2006  | 2013  |
| ----- | ----- | ----- | ----- | ----- |
| 21049 | 33815 | 42278 | 37793 | 43131 |

## Міста-побратими
- Дуе, Франція[4]